# BABYMETAL (專輯)
| 評論得分                           | 評論得分 |
| 來源                               | 評分     |
| ---------------------------------- | -------- |
| 《滾石雜誌》日本版（南波一海）     | [ 19 ]   |
| 《Music Magazine》（宗像明将）     | 正面     |
| 《Music Magazine》（原田和典）     | [ 21 ]   |
| 《CDJournal》（安田謙一）          | 正面     |
| 《M-ON! MUSIC》（山村哲也）        | 正面     |
| 《Allmusic》（Tim Sendra）         | [ 24 ]   |
| 《ヘドバン》（梅沢直幸）           | 正面     |
| 《俄羅斯報》（Alexander Alexeev）  | 正面     |
| 《日本時報》（Patrick St. Michel） | 正面     |

《BABYMETAL》是日本團體BABYMETAL在2014年2月26日發行的首張同名專輯。專輯由13首歌曲組成。在此之前BABYMETAL已發行過5張單曲，包括首張獨立作品〈心跳☆早晨〉、合作作品《BABYMETAL × Kiba of Akiba》中收錄的〈Iine!〉、第3張獨立作品〈HeadBanger!!〉、正式主流作品〈欺凌、絕對、不行〉、專輯發行前的最新單曲〈女狐〉，以及B面的歌曲，均收錄此專輯中。主唱SU-METAL（中元鈴香）說「既是首張專輯，也是精選專輯」。

## 發行
2013年12月21日在專場公演「LEGEND "1997" SU-METAL聖誕祭」中第一次透露了新專輯計畫。之後，在2014年1月24日公布了新專輯名為《BABYMETAL》。
販賣形態分為首批限量版（CD+DVD）・普通版（僅CD）。首批限量版中的DVD收錄5曲的音樂錄影帶、及三名成員的評論音軌，也收錄〈給我巧克力!!〉的現場錄影、「SUMMER SONIC 2013」音樂節中登台的影像。
WEB會員網站「BABYMETAL APOCALYPSE WEB」上，發行會員才能購買的WEB會員限定版「BABYMETAL APOCALYPSE LIMITED EDITION」（CD+小冊子）。同時收錄〈紅月-アカツキ-（Unfinished ver.）〉、〈4の歌（444 ver.）〉兩首重新混音編曲的版本。
2014年2月25日，日本淘兒唱片新宿店舉辦的「世界最速販売“25の祭”」活動中，於2月25日00:00搶先發行這張專輯。
2014年7月26日，再次發行為紀念「BABYMETAL WORLD TOUR 2014」世界巡演的首批限量版（CD+DVD）。2015年6月17日，發行為紀念「BABYMETAL WORLD TOUR 2015」的限量生產12吋黑膠唱片。
之後，收錄附贈曲目的追加海外版也製作了。歐版在13個國家、美版在3個國家發行。歐版分為首批限量版（CD+DVD）與普通版（CD）、美版分為普通版（CD）與限量版（黑膠唱片）。但日版限量版DVD中的評論音軌和SUMMER SONIC 2013演出，並沒有收錄在歐版限量版中。

### 認證
2014年12月在日本國內累計突破10萬張銷售量，日本唱片協會頒授金唱片認證獎項。

## 發行日期列表
| #  | 來源   | 地區   | 日期           | 版本 | 販賣形態            | 種類                            | 產品序號                        | 唱片公司                       |
| -- | ------ | ------ | -------------- | ---- | ------------------- | ------------------------------- | ------------------------------- | ------------------------------ |
| 1  | [ 40 ] | 日本   | 2014年2月25日  | 日版 | CD CD+DVD           | 普通版 首批限量版               | TFCC-86461 TFCC-86460           | BMD FOX                        |
| 2  | [ 41 ] | 日本   | 2014年2月26日  | 日版 | CD CD+DVD CD+小冊子 | 普通版 首批限量版 WEB會員限定版 | TFCC-86461 TFCC-86460 PPTF-8058 | BMD FOX                        |
| 2  | [ 42 ] | 全世界 | 2014年2月26日  | 日版 | 數位下載            | 普通版                          | —                               | TOY'S FACTORY                  |
| 3  | [ 43 ] | 日本   | 2014年7月26日  | 日版 | CD+DVD              | 首批限量版                      | TFCC-86460X                     | BMD FOX                        |
| 4  | [ 44 ] | 美国   | 2015年5月12日  | 日版 | 數位下載            | 普通版                          | —                               | RAL                            |
| 4  | [ 45 ] | 加拿大 | 2015年5月12日  | 日版 | 數位下載            | 普通版                          | —                               | RAL                            |
| 4  | [ 46 ] | 墨西哥 | 2015年5月12日  | 日版 | 數位下載            | 普通版                          | —                               | RAL                            |
| 5  | [ 47 ] | 美国   | 2015年5月18日  | 美版 | CD                  | 普通版                          | RAL96922                        | RAL                            |
| 5  | [ 47 ] | 墨西哥 | 2015年5月18日  | 美版 | CD                  | 普通版                          | RAL96922                        | RAL                            |
| 6  | [ 48 ] | 德国   | 2015年5月29日  | 歐版 | CD CD+DVD           | 普通版 首批限量版               | EMU-0210395 EMU-0210400         | earMUSIC                       |
| 6  | [ 48 ] | 瑞典   | 2015年5月29日  | 歐版 | CD CD+DVD           | 普通版 首批限量版               | EMU-0210395 EMU-0210400         | earMUSIC                       |
| 6  | [ 48 ] | 芬兰   | 2015年5月29日  | 歐版 | CD CD+DVD           | 普通版 首批限量版               | EMU-0210395 EMU-0210400         | earMUSIC                       |
| 6  | [ 48 ] | 西班牙 | 2015年5月29日  | 歐版 | CD CD+DVD           | 普通版 首批限量版               | EMU-0210395 EMU-0210400         | earMUSIC                       |
| 7  | [ 49 ] | 英国   | 2015年5月31日  | 歐版 | 數位下載            | 普通版                          | —                               | earMUSIC                       |
| 8  | [ 48 ] | 英国   | 2015年6月1日   | 歐版 | CD CD+DVD           | 普通版 首批限量版               | EMU-0210395 EMU-0210400         | earMUSIC                       |
| 8  | [ 48 ] | 比利时 | 2015年6月1日   | 歐版 | CD CD+DVD           | 普通版 首批限量版               | EMU-0210395 EMU-0210400         | earMUSIC                       |
| 8  | [ 48 ] | 荷蘭   | 2015年6月1日   | 歐版 | CD CD+DVD           | 普通版 首批限量版               | EMU-0210395 EMU-0210400         | earMUSIC                       |
| 8  | [ 48 ] | 波蘭   | 2015年6月1日   | 歐版 | CD CD+DVD           | 普通版 首批限量版               | EMU-0210395 EMU-0210400         | earMUSIC                       |
| 8  | [ 48 ] | 瑞士   | 2015年6月1日   | 歐版 | CD CD+DVD           | 普通版 首批限量版               | EMU-0210395 EMU-0210400         | earMUSIC                       |
| 8  | [ 48 ] | 挪威   | 2015年6月1日   | 歐版 | CD CD+DVD           | 普通版 首批限量版               | EMU-0210395 EMU-0210400         | earMUSIC                       |
| 8  | [ 48 ] | 丹麦   | 2015年6月1日   | 歐版 | CD CD+DVD           | 普通版 首批限量版               | EMU-0210395 EMU-0210400         | earMUSIC                       |
| 9  | [ 48 ] | 義大利 | 2015年6月2日   | 歐版 | CD CD+DVD           | 普通版 首批限量版               | EMU-0210395 EMU-0210400         | earMUSIC                       |
| 10 | [ 48 ] | 美国   | 2015年6月16日  | 美版 | CD                  | 普通版                          | RAL96922                        | RAL                            |
| 11 | [ 50 ] | 日本   | 2015年6月17日  | 日版 | 黑膠唱片            | 限量版                          | TFJC-38024                      | BMD FOX                        |
| 12 | [ 51 ] | 加拿大 | 2015年6月18日  | 美版 | CD                  | 普通版                          | RAL96922                        | RAL                            |
| 13 | [ 52 ] | 俄羅斯 | 2015年11月30日 | 歐版 | CD                  | 普通版                          | SZCD 6287-15                    | Soyuz Music （與earMUSIC合作） |
| 14 | [ 48 ] | 美国   | 2016年1月15日  | 美版 | 黑膠唱片            | 限量版                          | RAL509692                       | RAL                            |

## 樂曲內容
專輯製作人為小林啟（KOBAMETAL），也是該團體2010年組建以來的製作人。專輯的音樂結構很多樣化，融合日本偶像流行音樂、動漫音樂與各種重金屬音樂，應用了強力和弦、快速鼓點和死腔。樂曲創作上也由二十人以上的臨時團隊組成，包括著名的日本音樂人如COALTAR OF THE DEEPERS的NARASAKI、THE MAD CAPSULE MARKETS的上田剛士、VOCALOID製作人Yuyoyuppe、名製作人tatsuo等等。
1. 〈Babymetal Death〉
融合旋律死亡金屬、鞭擊金屬與交響金屬。
這首以成員自我介紹為詞的曲子，經常作為現場演出的開場曲[55]。
2. 〈女狐〉
融合民謠金屬、金屬蕊、力量金屬與典型的日本文化，運用日本傳統樂器太鼓與三味線，以及融入江戶時代民謠〈櫻花〉、狐神祭典等元素[54]。
主題是女權，為如大和撫子這樣的傳統女性發聲。
此曲錄製了36種不同版本後才定案發表[56]。
至2016年底的Youtube點播數是3600萬次。
3. 〈給我巧克力!!〉
融合鞭擊金屬與Techno。
主題是少女為了保持身材控制飲食，但又禁不起巧克力的誘惑[57]。
此曲在歐美地區極受歡迎，至2019年底的Youtube點播數是1.1億次。
4. 〈Iine!〉
融合電子核、饒舌、青少年流行音樂、電子舞曲、死腔和重金屬吉他。各種音樂風格在行進中交錯驟變[57]。
至2016年底的Youtube點播數是1200萬次。
5. 〈紅月-Akatsuki-〉
融合力量金屬、速度金屬以及X JAPAN式的敘事曲、雙吉他對位演奏法，被普遍認為是向X JAPAN的〈紅〉致敬。
SU-METAL的獨唱曲，為抒情主題[58]。
巴西「Whiplash.net（葡萄牙語：Whiplash.net）」網站評論說「這首歌有著Helloween、Edguy和騰雲樂團這種力量金屬名曲的感覺，且聽起來有如15年前的日本金屬樂」[58]。
6. 〈心跳☆早晨〉
融合口香糖音樂（葡萄牙語：Bubblegum pop）和重金屬的實驗曲，是BABYMETAL最早的歌曲。
主題是關於少女早上賴床來不及出門的日常生活[59]。
至2016年底的Youtube點播數是1700萬次。
7. 〈撒嬌大作戰〉
是一首標準Limp Bizkit式的饒舌金屬、新金屬，Fred Durst（英语：Fred Durst）的人聲音軌也在此曲出現[60]。
YUIMETAL・MOAMETAL（BLACK BABYMETAL）的雙主唱曲，但SU-METAL的和聲也有短暫出現。
主題是小女孩向父親撒嬌購買物品，隨著成員的年齡增長，近來這首曲子已不再於現場表演[57]。
8. 〈4之歌〉
融合雷鬼音樂與重金屬[58]。
詞曲由YUIMETAL與MOAMETAL創作，YUIMETAL・MOAMETAL（BLACK BABYMETAL）的雙主唱曲。
9. 〈歡樂★午夜〉
結合迴響貝斯與金屬蕊。
主題是少女抗拒門禁，夢想著參加玩樂派對[60]。
10. 〈Catch me if you can〉
融合較重的工業金屬，以及Dir en grey與HIDE式的Cyber Rock[58]。
主題是根據日本文學《哭泣的紅鬼》延伸而來。
11. 〈惡夢的輪舞曲〉
融合前衛金屬與敘事曲。
SU-METAL的獨唱曲。
主題是憂鬱的意念[58]。
12. 〈HeadBanger!!〉
融合鞭擊金屬（接近灣區鞭擊金屬）、力量金屬與旋律死亡金屬。
曲名代表重金屬音樂中甩頭的動作。
主題是主唱在15歲生日膜拜金屬之神、透過金屬魂的降臨來擺脫過去[61]。
在音樂錄影帶中，用護頸來象徵金屬之神，以及現場演出的甩頭、昏倒等動作，來向因打鼓導致頸椎永久受損的YOSHIKI致敬。
至2016年底的Youtube點播數是1100萬次。
13. 〈欺凌、絕對、不行〉
融合速度金屬、力量金屬與旋律死亡金屬。
主題是反霸凌、鼓勵弱者，描述在校園欺凌中自我與他人之間的抗爭[62]。
此曲通常放在現場演出的最後一首。
在限量版單曲裡收錄了Arch Enemy前吉他手Christopher Amott（英语：Christopher Amott）彈奏電吉他的版本。
至2019年底的Youtube點播數是2400萬次。

歐版／美版附贈曲目
1. 〈Road of Resistance〉
融合速度金屬、力量金屬、旋律交響金屬與頌歌，是與DragonForce一起創作的曲子，吉他部分由李康敏與Sam Totman（英语：Sam Totman）負責[63]。
主題是BABYMETAL的金屬抗爭之路[64]。
至2016年底的Youtube點播數是1100萬次。

## 評價
- 南波一海於《滾石雜誌》日本版中給予高評價「本質、重型、幽默、可愛。毫無疑問是2014年有代表性的一張傑作」[19]
- 宗像明将於雑誌《Music Magazine（日语：ミュージック・マガジン）》雜誌評價「這張專輯的歌曲，表現了重金屬音樂的多樣性，是一張極富趣味的怪異作品」[20]
- 土屋恵介在雑誌《MARQUEE》中針對音樂的多樣性評價「有重金屬音樂、電子音樂和嘻哈音樂，它融合了各式各樣的聲音」[65]
- 安田謙一於雑誌《CDJournal》中也給予高評價「當中的收錄曲，融合了流行音樂和重金屬音樂，BABYMETAL生動的將音樂碰撞出美麗火花，這種正面衝突的路線是非常新鮮的」[22]
- 山村哲也在音樂網站《M-ON! MUSIC（日语：M-ON! MUSIC）》上評價「在正統金屬上融合了鞭擊金屬、旋律速度金屬（日语：メロディックスピードメタル）、死亡金屬、金屬蕊各種流派，另外還加入了電子核、數位搖滾（日语：デジタルロック）和Trance music，BABYMETAL打開了一扇通往搖滾夢幻世界的大門」[23]
- Tim Sendra於雑誌《Allmusic》中評價「如果你是個金屬頭，只喜歡那種符合清晰定義的金屬樂，或者你是個J-POP迷，討厭大段吉他即興彈奏，那這張專輯顯然不是你的菜；但如果你根本不介意什麼金屬樂規則，只想聽超乎想像最原始最快樂的音樂，那在BABYMETAL這張超凡的處女作中，你會發現以前從未夢想過的境界」[24]
- 重金屬雑誌《ヘドバン（日语：ヘドバン (雑誌)）》主編梅沢直幸評價「光是〈4之歌〉這一首就值回票價了。她們風格多樣化的音樂全是精心編排所創造出來的，正是這種精緻的質量吸引並打動了她們的粉絲。金屬之中可以細分為多種流派，如前衛金屬、旋律死亡金屬等，只有極少數的樂團會同時演奏數種流派的金屬樂。然而這張專輯卻超乎尋常的在表現著各種金屬流派之餘，甚至還懷著敬意，譜寫出彷如金屬名曲般的旋律及演奏法」[25]
- 音樂專門雑誌《BURRN!（日语：BURRN!）》主編増田勇一評價「這是一件藝術品，不僅是商品而已。雖然有人取笑它，但實際上我們不能忽視它極高的完成度，這不是一兩個人就能輕易否定的」。另一位編輯Jun Kawai評價「整張專輯都是扎實的金屬樂，這是真正的刺激」[25]
- James Paul Matthews於雜誌《Hit The Floor》中評價「透過首張專輯證明了，BABYMETAL就是絕對的天才。是的，天才。全世界每一個聽者通通都在問自己〝我喜歡這個？〞或〝我討厭這個？〞，光是做到這一點就完全令人興奮了。BABYMETAL的首張專輯是最有趣也最令人困惑的，不僅僅是二十一世紀，說不定還是有史以來」[66]

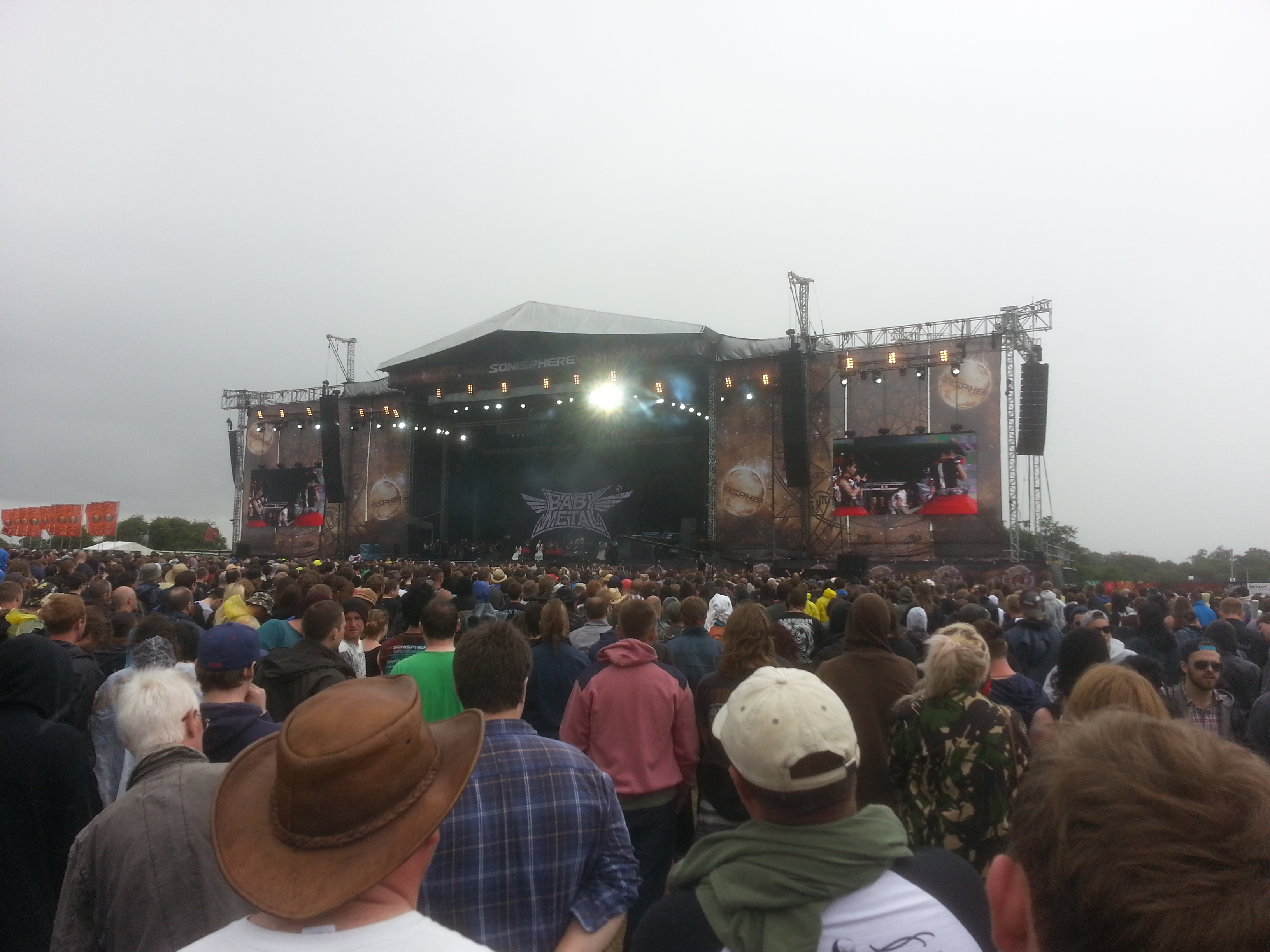
憑藉這張專輯，BABYMETAL登上英國2014年Sonisphere音樂節，同時打開在歐美地區的知名度。

### 獎項與榮譽
- 日本「第7回 CD店大獎」大獎[18]
- 日本「NSK Awards 2014」年度最佳專輯[68]
  - 收錄曲〈給我巧克力!!〉獲「NSK Awards 2014」最佳專輯歌曲[68]
- 美國權威音樂雜誌《告示牌》2014年度全球專輯榜第7名、2015年度全球專輯榜第5名[69]
- 美國金屬樂媒體網站「MetalSucks（英语：MetalSucks）」讀者評選為2014年前15大金屬專輯第1名[70][71]
- 日本淘兒唱片2014年最暢銷榜第7名[9]
- 日本網購平台「CDJapan」全店最暢銷商品第1名[10]
- Oricon公信榜專輯年終總榜第52名[72]
- 日本音樂網站「AMP music」最佳專輯評比第22名[73]
- 愛爾蘭媒體網站「The Arcade」讀者票選2014最佳專輯獎[74]
- 巴西重金屬網站「Whiplash.net（葡萄牙語：Whiplash.net）」讀者票選最佳國際專輯[75]
- 愛沙尼亞重金屬網路雜誌《Metal Storm》評選為最佳首張專輯第11名[76]
- 英國重金屬雜誌《Metal Hammer（英语：Metal Hammer）》過去30年最佳金屬處女作票選第2名[77]
- 英國重金屬雜誌《Metal Hammer》樂評人、樂手和讀者共同評選為21世紀百大專輯榜第92名[78]
  - 讀者票選21世紀百大專輯榜為第1名[79]
- 英國亞馬遜2016年度另類金屬銷量榜第7名[14]
- 日本亞馬遜2016年度10大專輯第7名[80]

## 銷售成績

### 日版
日本
專輯在日本Oricon公信榜2014年3月1日當天獲得日榜冠軍，2014年3月10日獲得週榜第4位，2014年2月度月間第4位、2014年度總榜第52位。此外，2014年3月10日在日本《告示牌》專輯榜3月度第二週週榜第2位，該週的銷售量為3.1萬張，2014年度總榜第57位。值得注意的是專輯在日本數位販售上累積的銷售量，於2014年12月達成10萬張，2015年12月達成30萬張，紀錄仍在突破中。
日本國外
日本國外展開的數位販售中，iTunes Store在美國、加拿大、英國、德國、台灣、印度尼西亞等地區都贏得音樂專輯榜下載第1名、愛爾蘭、瑞典、加拿大第10名。由於它的急速上升，立刻引起了像《今日美國》Brian Mansfield這樣的專業樂評們注意。
在美國《告示牌》「潮流專輯榜」中，2014年3月15日以第20名空降，隔週升上第4名、告示牌200大專輯榜中為第187名、頂尖搖滾專輯榜50名、硬搖滾專輯榜第12名、全球專輯榜第2名之後，9月20日上升到全球專輯榜第1名，之後總計四度位居第1名。年底，位居2014年度世界專輯總榜第7名。
在英國官方排行榜公司中，2014年3月15日空降搖滾金屬專輯榜第38名、3月22日登上獨立專輯榜第19名，7月19日位於搖滾與金屬專輯榜第37名、獨立專輯突破榜上升到第7名。

| 地區           | 排行榜（週間）     | 最高排名   |
| 日本公信榜     | 日本公信榜         | 日本公信榜 |
| -------------- | ------------------ | ---------- |
| 日本           | 每日CD唱片排行榜   | 1          |
| 日本           | 每週CD唱片排行榜   | 4          |
| 日本           | 每月CD唱片排行榜   | 4          |
| 日本告示牌     |                    |            |
| 日本           | 每週熱門專輯榜     | 12         |
| 日本           | 每週熱門專輯銷量榜 | 2          |
| 美國告示牌     |                    |            |
| 美国           | 告示牌200大專輯榜  | 187        |
| 美国           | 潮流專輯榜         | 4          |
| 美国           | 頂尖搖滾專輯榜     | 50         |
| 美国           | 硬搖滾專輯榜       | 12         |
| 美国           | 全球專輯榜         | 1          |
| 英國官方排行榜 |                    |            |
| 英国           | 獨立專輯榜         | 19         |
| 英国           | 獨立專輯突破榜     | 7          |
| 英国           | 搖滾與金屬專輯榜   | 37         |

| 地區               | 排行榜（週間）   | 最高排名         |
| 美國iTunes Store   | 美國iTunes Store | 美國iTunes Store |
| ------------------ | ---------------- | ---------------- |
| 美国               | 金屬專輯下載榜   | 1                |
| 英國iTunes Store   |                  |                  |
| 英国               | 金屬專輯下載榜   | 1                |
| 德國iTunes Store   |                  |                  |
| 德国               | 金屬專輯下載榜   | 1                |
| 台灣iTunes Store   |                  |                  |
| 臺灣地區           | 搖滾專輯下載榜   | 1                |
| 印尼iTunes Store   |                  |                  |
| 印度尼西亚         | 搖滾專輯下載榜   | 1                |
| 愛爾蘭iTunes Store |                  |                  |
| 爱尔兰             | 金屬專輯下載榜   | 10               |
| 瑞典iTunes Store   |                  |                  |
| 瑞典               | 金屬專輯下載榜   | 10               |
| 加拿大iTunes Store |                  |                  |
| 加拿大             | 金屬專輯下載榜   | 10               |

| 地區       | 排行榜（年度）   | 最高排名   |
| 日本公信榜 | 日本公信榜       | 日本公信榜 |
| ---------- | ---------------- | ---------- |
| 日本       | 年度CD專輯排行榜 | 52         |
| 日本告示牌 |                  |            |
| 日本       | 年度專輯排行榜   | 76         |
| 日本       | 年度熱門專輯榜   | 57         |
| 美國告示牌 |                  |            |
| 美国       | 全球專輯年度總榜 | 7          |

### 歐版
在英國官方排行榜公司中，2015年6月9日以第55名登上該榜、6月13日登上專輯銷量榜第86名、實體專輯榜第82名、搖滾與金屬專輯榜第7名、獨立專輯榜第15名、獨立專輯突破榜第2名。蘇格蘭單曲及專輯排行榜則是第91名。
在德國專輯榜中，2015年6月5日在百大專輯排行榜中居第95名。
在奧地利Ö3專輯榜中，2015年6月19日在前75位專輯中居第69名。
在荷蘭專輯榜中，2015年6月6日在百大專輯榜居第90名。
在比利時Ultratop榜中，2015年6月13日在200大專輯榜中居第181名。
在日本公信榜中，2015年6月15日週榜第20名登場（一週後上升為第18名）。
| 地區             | 排行榜（週間）            | 最高排名       |
| 英國官方排行榜   | 英國官方排行榜            | 英國官方排行榜 |
| ---------------- | ------------------------- | -------------- |
| 英国             | 英國專輯排行榜            | 103            |
| 英国             | 百大專輯銷量榜            | 86             |
| 英国             | 百大實體專輯榜            | 82             |
| 英国             | 獨立專輯榜                | 15             |
| 英国             | 獨立專輯突破榜            | 2              |
| 英国             | 搖滾與金屬專輯榜          | 7              |
| 蘇格蘭           | 蘇格蘭單曲及專輯排行榜    | 91             |
| 德國專輯榜       |                           |                |
| 德国             | 百大專輯排行榜            | 95             |
| 奧地利Ö3專輯榜   |                           |                |
| 奥地利           | 前75大專輯榜              | 69             |
| 荷蘭專輯榜       |                           |                |
| 荷兰             | 百大專輯榜                | 90             |
| 比利時Ultratop榜 |                           |                |
| 比利时           | 200大專輯榜（佛萊明大區） | 181            |
| 日本公信榜       |                           |                |
| 日本             | 每週CD唱片排行榜          | 18             |

### 美版
在美國《告示牌》潮流專輯榜中，2015年7月4日登上第8名、硬搖滾專輯榜第13名、全球專輯榜第1名。年底，位居2015年度世界專輯總榜第5名，以及全球專輯藝人榜第5名。
| 地區       | 排行榜（週間）   | 最高排名   |
| 美國告示牌 | 美國告示牌       | 美國告示牌 |
| ---------- | ---------------- | ---------- |
| 美国       | 潮流專輯榜       | 8          |
| 美国       | 硬搖滾專輯榜     | 13         |
| 美国       | 全球專輯榜       | 1          |
| 美国       | 全球專輯藝人榜   | 4          |
| 美国       | 年度世界專輯總榜 | 5          |

## 製作
參與製作的部門與人員名單來自專輯內頁註記、專輯《櫻花學院2010年度 ～message～》內頁註記、單曲《Babymetal × Kiba of Akiba》封底註記、單曲《Head Bangya!!》內頁註記、單曲《欺淩、不行、絕對》普通版和首批限量版 "I" 版內頁註記，以及單曲《女狐》普通版和首批限量版"ツ" 版的內頁註記。

### 參與人員
| 人員                          | 位置             |                         | 人員                         | 位置 |
| ----------------------------- | ---------------- | ----------------------- | ---------------------------- | ---- |
| SU-METAL                      | 主唱             | TEAM-K                  | 作曲                         |      |
| YUIMETAL                      | 副唱・作詞・作曲 | NARASAKI                | 作曲                         |      |
| MOAMETAL                      | 副唱・作詞・作曲 | TAKEMETAL               | 作曲                         |      |
| KOBAMETAL                     | 總製作人         | KYT-METAL               | 作曲                         |      |
| Millennium Japan              | 製作人           | Kyoto(教頭)             | 編曲                         |      |
| Kitsune of Metal God          | 作詞・作曲       | Daiki Kasho(嘉生大樹)   | 編曲・音訊工程師             |      |
| MK-METAL                      | 作詞             | SOH(O! S-D)             | 編曲・吉他                   |      |
| NORiMETAL                     | 作詞・作曲       | tatsuo                  | 編曲・合成器編程・吉他・貝斯 |      |
| KxBxMETAL                     | 作詞・編曲       | NARAMETAL               | 編曲                         |      |
| Chaos Nakata(中田カオス)      | 作詞             | Leda                    | 吉他・貝斯                   |      |
| Nakametal(ナカメタル)         | 作詞・作曲       | 李康敏                  | 吉他                         |      |
| TSUBOMETAL                    | 作詞・作曲       | Sam Totman              | 吉他                         |      |
| RYU-METAL                     | 作詞             | Seiji Toda(戸田清章)    | 錄音・混音                   |      |
| FUJI-METAL                    | 作詞             | Masatake Osato          | 錄音                         |      |
| EDOMETAL(江戸山こべに)        | 作詞             | Naoki Ibaraki           | 錄音                         |      |
| Yuyoyuppe(ゆよゆっぺ)         | 作詞・編曲・混音 | Hironobu Takikawa       | 混音                         |      |
| TAKESHI UEDA(上田剛士)        | 作曲・編曲       | Yasuhisa Kataoka        | 音訊工程師                   |      |
| Mish-Mosh                     | 作曲             | Motohiro Tsuji(辻元宏)  | 母帶工程師                   |      |
| Norizo(のりぞー)              | 作曲             | Tucky                   | 母帶工程師                   |      |
| Motonari Murakawa(村カワ基成) | 作曲・編曲       | Yuji Nakamura(中村悠二) | 助理工程師                   |      |

#### 曲目錄音樂手
- 〈紅月-Akatsuki-〉
  -  Leda - 吉他
- 〈撒嬌大作戰〉
  - tatsuo（日语：tatsuo） - 吉他、貝斯
- 〈4之歌〉
  - tatsuo - 吉他、貝斯
- 〈欺凌、絕對、不行〉
  - Leda - 吉他
- 〈Road of Resistance〉（歐版／美版附贈曲目）
  - 李康敏 - 吉他
  -  Sam Totman（英语：Sam Totman） - 吉他
  -  Leda - 貝斯

#### 其他
- 美術指導、插圖、設計：Shimon Tanaka
- 藝術作品協調：Yoko Nakajima(SMC)
- 攝影：Susumu Miyawaki
- 服裝：Megumi Date
- 妝髮：Takashi HOSHINO
- 經理：HITOMETAL、KOBAMETAL
- A&R總監：DERAMETAL
- A&R宣傳：AKIMETAL
- 促銷宣傳：TACKMETAL
- 執行製作人：CHIBAMETAL, INABAMETAL(千葉伸大)
- 特別感謝：Marshall Amplification

### 參與部門
- 錄音: S.O.L.I.D. Sound Lab、Heartbeat Recording Studio、MukuStudio、Sound Arts Studio、Wacken Open Studio、ABS Recording
- 混音: S.O.L.I.D. Sound Lab、Heartbeat Recording Studio、Art Pop Entertainment、Hama Shobo Studio(滨书房スタジオ)、King Sekiguchidai Studio
- 母帶處理: Form the Master、Parasight Mastering

### 現場演奏
※首批限量版優惠DVD（日版）收錄「LIVE FROM SUMMER SONIC 2013」
神樂隊（演奏樂隊）
- 成員
  - 大村孝佳 - 吉他
  - Leda - 吉他
  - BOH - 貝斯
  - 青山英樹（日语：青山英樹） - 鼓

## 收錄曲目

### 實體・數位發行（日版／歐版／美版）
※普通版／首批限量版共通
| 日版     | 日版                                                                 | 日版                              | 日版                             | 日版              | 日版  |
| 曲序     | 曲目                                                                 |                                   | 作曲                             | 編曲              | 时长  |
| -------- | -------------------------------------------------------------------- | --------------------------------- | -------------------------------- | ----------------- | ----- |
| 1.       | BABYMETAL DEATH                                                      | KITSUNE of METAL GOD              | KITSUNE of METAL GOD             | Yuyoyuppe         | 5:48  |
| 2.       | 女狐 （メギツネ）、（Megitsune）                                     | MK-METAL、NORiMETAL               | NORiMETAL                        | Yuyoyuppe         | 4:08  |
| 3.       | 給我巧克力!! （ギミチョコ!!）、（Gimme Chocolate!!）                 | MK-METAL、KxBxMETAL               | 上田剛士                         | TAKESHI UEDA      | 3:52  |
| 4.       | Iine! （いいね!）                                                    | 中田カオス                        | Mish-Mosh                        | daiki kasho       | 4:11  |
| 5.       | 紅月-AKATSUKI- （紅月-アカツキ-）、（Akatsuki）                      | NAKAMETAL、TSUBOMETAL             | TSUBOMETAL                       | 教頭              | 5:27  |
| 6.       | 心跳☆早晨 （ド・キ・ド・キ☆モーニング）、（Doki Doki☆Morning）       | ナカメタル                        | のりぞー、村カワ基成             | SOH、村カワ基成   | 3:46  |
| 7.       | 撒嬌大作戰 （おねだり大作戦）、（Onedari Daisakusen）                | 中田カオス、RYU-METAL、FUJI-METAL | TEAM-K                           | tatsuo、KxBxMETAL | 3:17  |
| 8.       | 4之歌 （4の歌）、（Song 4）                                          | BLACK BABYMETAL                   | BLACK BABYMETAL                  | tatsuo、KxBxMETAL | 4:04  |
| 9.       | 歡樂★午夜 （ウ・キ・ウ・キ★ミッドナイト）、（Uki Uki★Midnight）      | RYU-METAL、FUJI-METAL、中田カオス | TEAM-K                           | Yuyoyuppe         | 3:19  |
| 10.      | Catch me if you can                                                  | 江戸山こべに                      | NARASAKI                         | NARAMETAL         | 3:57  |
| 11.      | 惡夢的輪舞曲 （悪夢の輪舞曲）、（Rondo of Nightmare）                | Yuyoyuppe                         | Yuyoyuppe                        | Yuyoyuppe         | 3:36  |
| 12.      | HeadBanger!! （ヘドバンギャー!!）、（Head Bangeeeeerrrrr!!!!!）      | 江戸メタル、ナカメタル            | NARASAKI                         | NARAMETAL         | 4:02  |
| 13.      | 欺凌、絕對、不行 （イジメ、ダメ、ゼッタイ）、（Ijime, Dame, Zettai） | NAKAMETAL、TSUBOMETAL             | KxBxMETAL、TSUBOMETAL、TAKEMETAL | 教頭              | 6:06  |
| 总时长： | 总时长：                                                             | 总时长：                          | 总时长：                         | 总时长：          | 55:33 |

| 歐版／美版 | 歐版／美版                                                                   |
| 曲序       | 曲目                                                                         |
| ---------- | ---------------------------------------------------------------------------- |
| 1.         | BABYMETAL DEATH                                                              |
| 2.         | Megitsune                                                                    |
| 3.         | Gimme Chocolate!!                                                            |
| 4.         | line!                                                                        |
| 5.         | Akatsuki                                                                     |
| 6.         | Doki Doki Morning                                                            |
| 7.         | Onedari Daisakusen                                                           |
| 8.         | Song 4                                                                       |
| 9.         | Uki Uki Midnight                                                             |
| 10.        | Catch me if you can                                                          |
| 11.        | Rondo of Nightmare                                                           |
| 12.        | Head Bangeeeeerrrrr!!!!!                                                     |
| 13.        | Ijime, Dame, Zettai                                                          |
| 14.        | Road of Resistance（feat. 李康敏 & Sam Totman of DragonForce） (BONUS TRACK) |
| 15.        | Gimme Chocolate!!（Live at 倫敦O2 Academy Brixtonn） (BONUS TRACK)           |

### 首批限量版優惠DVD（日版／歐版）
MUSIC CLIP
※僅日版收錄評論音軌
1. ド・キ・ド・キ☆モーニング／Doki Doki ☆ Morning
2. いいね!／line!
3. ヘドバンギャー!!／Head Bangeeeeerrrrr!!!!!
4. イジメ、ダメ、ゼッタイ／Ijime, Dame, Zettai
5. メギツネ}}／Megitsune

LIVE MUSIC CLIP
1. ギミチョコ!!（from LEGEND “1997” SU-METAL 聖誕祭 at 幕張メッセイベントホール Dec/21/2013）／Gimme Chocolate!!

LIVE FROM SUMMER SONIC 2013
※僅日版收錄
1. BABYMETAL DEATH
2. メギツネ
3. Catch me if you can
4. ヘドバンギャー!!
5. イジメ、ダメ、ゼッタイ

### WEB會員限定版CD（日版）
| BABYMETAL APOCALYPSE LIMITED EDITION | BABYMETAL APOCALYPSE LIMITED EDITION |
| 曲序                                 | 曲目                                 |
| ------------------------------------ | ------------------------------------ |
| 1.                                   | BABYMETAL DEATH                      |
| 2.                                   | メギツネ                             |
| 3.                                   | ギミチョコ!!                         |
| 4.                                   | いいね!                              |
| 5.                                   | 紅月-アカツキ-（Unfinished ver.）    |
| 6.                                   | ド・キ・ド・キ☆モーニング            |
| 7.                                   | おねだり大作戦                       |
| 8.                                   | 4の歌（444 ver.）                    |
| 9.                                   | ウ・キ・ウ・キ★ミッドナイト          |
| 10.                                  | Catch me if you can                  |
| 11.                                  | 悪夢の輪舞曲                         |
| 12.                                  | ヘドバンギャー!!                     |
| 13.                                  | イジメ、ダメ、ゼッタイ               |

### 限量版黑膠唱片（日版/美版）
※()括弧內為美版名稱
| Disc 1 A面 | Disc 1 A面                         |
| 曲序       | 曲目                               |
| ---------- | ---------------------------------- |
| 1.         | BABYMETAL DEATH（BABYMETAL DEATH） |
| 2.         | メギツネ（Megitsune）              |
| 3.         | ギミチョコ!!（Gimme Chocolate!!）  |
| 4.         | いいね!（line!）                   |

| Disc 1 B面 | Disc 1 B面                                       |
| 曲序       | 曲目                                             |
| ---------- | ------------------------------------------------ |
| 1.         | 紅月-アカツキ-（Akatsuki）                       |
| 2.         | ド・キ・ド・キ☆モーニング（Doki Doki ☆ Morning） |
| 3.         | おねだり大作戦（Onedari Daisakusen）             |

| Disc 2 A面 | Disc 2 A面                                        |
| 曲序       | 曲目                                              |
| ---------- | ------------------------------------------------- |
| 1.         | 4の歌（Song 4）                                   |
| 2.         | ウ・キ・ウ・キ★ミッドナイト（Uki Uki ★ Midnight） |
| 3.         | Catch me if you can（Catch me if you can）        |

| Disc 2 B面 | Disc 2 B面                                    |
| 曲序       | 曲目                                          |
| ---------- | --------------------------------------------- |
| 1.         | 悪夢の輪舞曲（Rondo of Nightmare）            |
| 2.         | ヘドバンギャー!!（Head Bangeeeeerrrrr!!!!!）  |
| 3.         | イジメ、ダメ、ゼッタイ（Ijime, Dame, Zettai） |

## 翻唱
2015年，爵士鋼琴樂手西山瞳翻唱了專輯收錄曲〈悪夢の輪舞曲〉，收錄在她的專輯《New Heritage Of Real Heavy Metal / NHORHM》中第8曲。她表示，非常喜歡主唱SU-METAL直率的唱歌方式

## 外部連結
- YouTube上的BABYMETAL首張專輯《BABYMETAL》發行預告
- DISCOGRAPHY（页面存档备份，存于） - TOY'S FACTORY 官方網站
- 1st Album「BABYMETAL」發售決定DEATH！！ - 新聞 - BABYMETAL 官方網站
- BABYMETAL的MusicBrainz音樂資料庫（页面存档备份，存于）
- BABYMETAL的Discogs音樂資料庫（页面存档备份，存于）